# Di corsa dietro un cuore (film 1926)
Di corsa dietro un cuore è un film statunitense del 1926, diretto da Harry Edwards, con Harry Langdon e Joan Crawford. 

## Trama

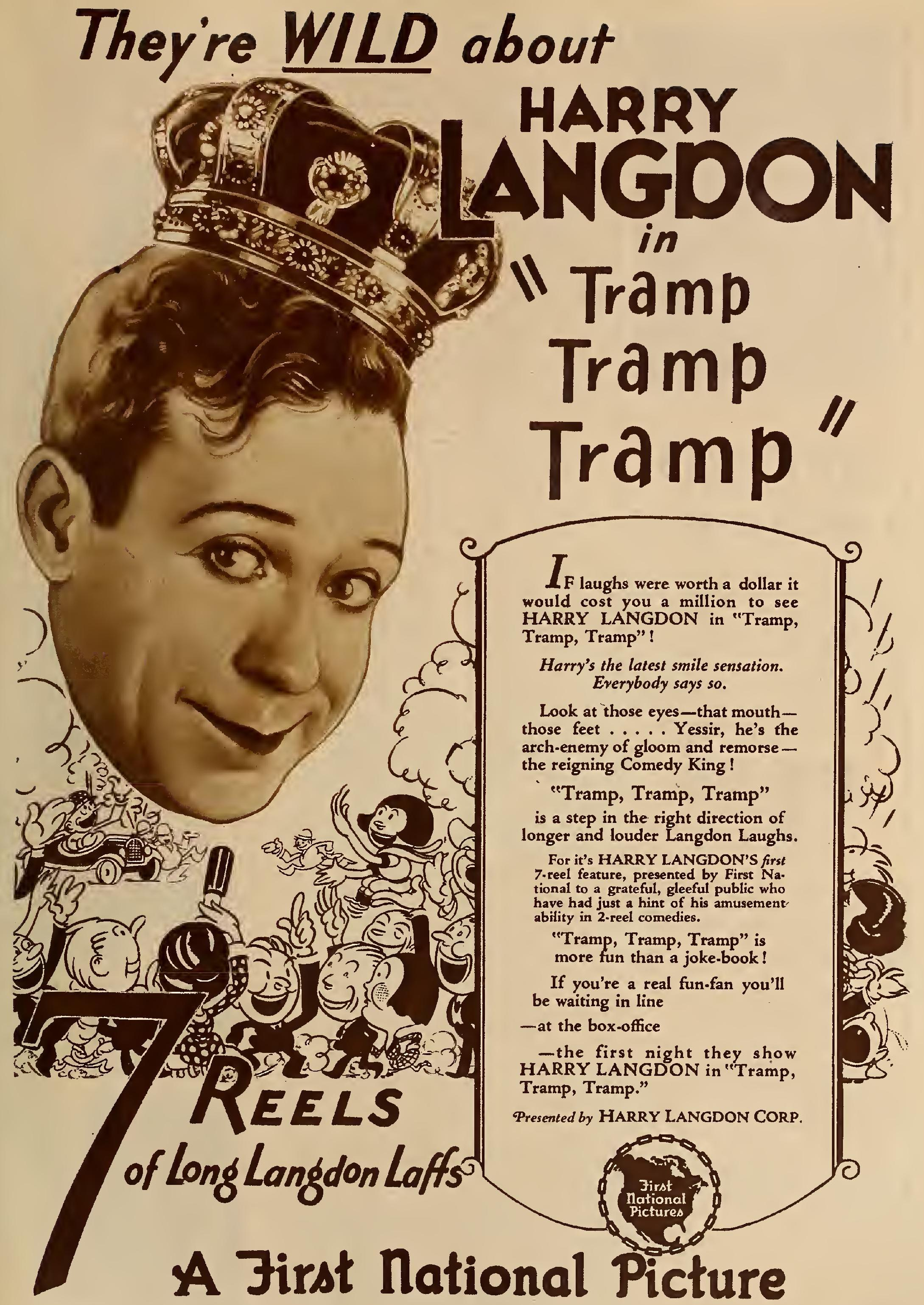
Tramp Tramp Tramp, 1926

Harry è innamorato dell’immagine della ragazza che campeggia sui cartelloni pubblicitari delle scarpe Burton. Egli, insieme al padre Amos, gestisce una modesta bottega di calzolaio, che nulla può contro lo strapotere dell’industria. Essi si trovano in ristrettezze, ed il proprietario del negozio, Nick Kargas, minaccia di sfrattarli se non avessero pagato il canone d’affitto.
Il magnate John Burton, capitano dell’omonima industria calzaturiera, indice a scopi promozionali una grande gara podistica coast to coast, con in palio un ricco premio. Vi partecipano atleti internazionalmente noti, il più importante dei quali è il campione del mondo di tale specialità sportiva, nient’altri che Nick Kargas.
Harry, che sta cercando di guadagnare in qualche modo il denaro dell’affito, càpita fortuitamente sul luogo di partenza, dove fa la conoscenza della figlia di John Burton, Betty, la ragazza della pubblicità, che lo iscrive alla corsa.
Indossate le scarpe Burton, i concorrenti partono. Durante la lunga gara, Harry è coinvolto in una serie di disavventure, dal rimanere sospeso sopra un precipizio, all’essere condannato ai lavori forzati, dai quali evade, all’attraversare un deserto, al fronteggiare un devastante tornado.
Amos segue attraverso i cinegiornali i progressi del figlio, fra il quale e la Betty in carne ed ossa si è sviluppato l’amore.
All’ultima tappa, in California, sono rimasti solo Nick e Harry, ed il successo arride a quest’ultimo.
Di lì a non molto Harry e Betty daranno alla luce un piccolo Harry, che, già dalla culla, si dimostrerà tanto maldestro quanto il padre.